# Woodstock, New Brunswick
Woodstock är en ort i Kanada.   Den ligger i provinsen New Brunswick, i den sydöstra delen av landet, 600 km öster om huvudstaden Ottawa. Woodstock ligger 75 meter över havet och antalet invånare är 5 254.
Terrängen runt Woodstock är huvudsakligen platt. Woodstock ligger nere i en dal. Runt Woodstock är det ganska tätbefolkat, med 96 invånare per kvadratkilometer.. Woodstock är det största samhället i trakten.
Omgivningarna runt Woodstock är en mosaik av jordbruksmark och naturlig växtlighet.